# 강릉관노탈놀이
강릉관노탈놀이는 하회별신굿놀이와 같은 유형의 것으로 강원특별자치도 강릉에서 지내는 놀이인데, 가면(假面)은 전해지지 않고 있다. 이 놀이의 연희자(演戱者)가 관노(官奴)이기 때문에 관노탈놀이라 부르며 내용이 빈약해서 본격적인 가면극이라 하기는 어렵다. 대사가 없이 무언극으로 진행되고 장자말이 등장하는 1과장, 양반과 소매각시가 등장하는 2과장, 양반·소매각시·시시딱딱이가 등장하는 3과장, 위의 등장인물이 모두 다시 나오는 4과장으로 구성된다. 
- 이 문서에는 다음커뮤니케이션(현 카카오)에서 GFDL 또는 CC-SA 라이선스로 배포한 글로벌 세계대백과사전의 내용을 기초로 작성된 글이 포함되어 있습니다.